# Gäddvikstjärnarna (Delsbo socken, Hälsingland, 684832-153544)
Gäddvikstjärnarna är en sjö i Hudiksvalls kommun i Hälsingland och ingår i Delångersåns huvudavrinningsområde. Sjön är 7,1 meter djup, har en yta på 0,003 kvadratkilometer och är belägen 172 meter över havet.